# Wikipédia en limbourgeois
Wikipédia en limbourgeois (en limbourgeois : Limburgse Wikipedia, Wikipedia in 't Plat) est l'édition de Wikipédia en limbourgeois, langue germano-néerlandaise parlée aux Pays-Bas,  en Belgique et en Allemagne. L'édition est lancée en août 2004. Son code est : li.
Au 21 mars 2025, l'édition en limbourgeois contient 15 082 articles et compte 30 950 contributeurs, dont 36 contributeurs actifs et 7 administrateurs.

## Présentation

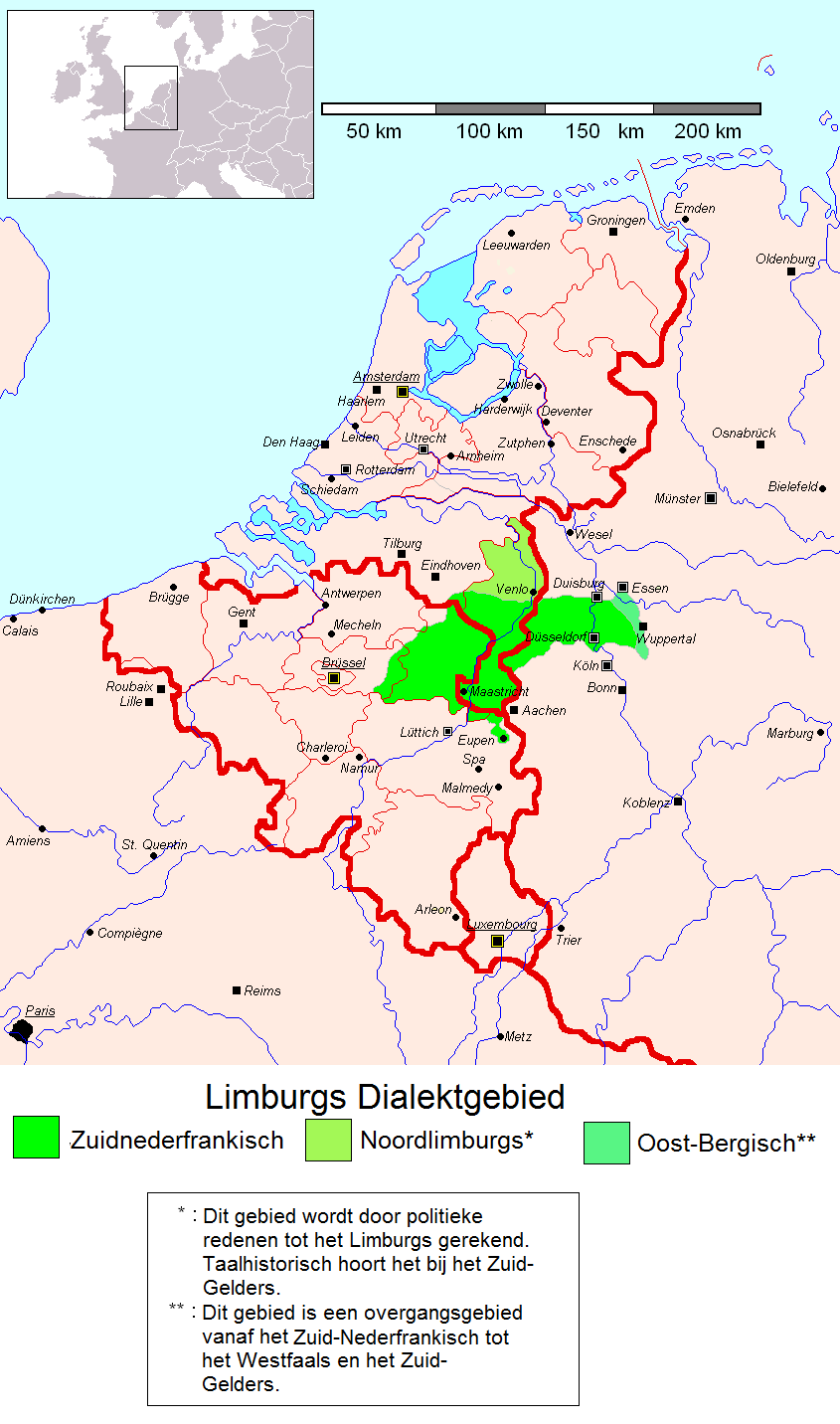
Aire de diffusion du limbourgeois.

## Statistiques
- En juin 2019, l'édition en limbourgeois compte quelque 2 400 articles.
- Le  12 octobre 2022, elle contient 13 895 articles et compte 26 776 contributeurs, dont 31 contributeurs actifs et 7 administrateurs.
- Le  3 septembre 2024, elle contient 14 985 articles et compte 30 071 contributeurs, dont 38 contributeurs actifs et 7 administrateurs.